# الخرإبة (الشعر)

تعديل مصدري - تعديل

الخرابة محلة تابعة لقرية بيت قرعة، التابعة لعزلة المفتاح بمديرية الشعر إحدى مديريات محافظة إب في الجمهورية اليمنية، بلغ تعداد سكانها 98 حسب تعداد اليمن لعام 2004.